# Neoempheria costalimai
Neoempheria costalimai är en tvåvingeart som beskrevs av Edwards 1940. Neoempheria costalimai ingår i släktet Neoempheria och familjen svampmyggor. Inga underarter finns listade i Catalogue of Life.